# Bataille de Zawichost
La bataille de Zawichost se déroule le 19 juin 1205 près de Zawichost, sur la Vistule, en Pologne. Elle oppose les forces de la principauté de Galicie-Volhynie, menées par leur souverain Roman Mstislavitch, aux armées de Petite-Pologne dirigées par les frères Lech le Blanc et Conrad de Mazovie. Les Polonais remportent la victoire sur Roman, qui trouve la mort pendant l'affrontement.

## Contexte
Le déclin de la Rus' de Kiev à partir de la deuxième moitié du XIIe siècle offre aux souverains de Pologne l'opportunité d'étendre leur autorité vers l'est. En 1199, le duc de Cracovie Lech le Blanc intervient dans la guerre civile qui suit la mort du prince de Galicie Vladimir Iaroslavitch (en). Grâce au soutien de ses troupes, le prince de Volhynie Roman Mstislavitch est capable de s'imposer, fondant ainsi la principauté unifiée de Galicie-Volhynie. Néanmoins, les relations entre Roman et Lech se dégradent dans les années qui suivent.

## La bataille
Roman envahit la Pologne en 1205 et ravage la région de Lublin, sans parvenir à prendre la ville d'assaut. En apprenant que les Polonais ont levé des troupes et avancent dans sa direction, il s'enfonce en territoire polonais et franchit la Vistule au niveau du village de Zawichost. Avec son frère Conrad de Mazovie, Lech l'intercepte et le force à livrer bataille.
L'affrontement se solde par une victoire des Polonais, qui repoussent leurs adversaires vers le fleuve et les mettent en fuite. Roman est tué pendant la déroute.

## Conséquences
La mort du prince donne lieu à une période troublée en Galicie-Volhynie. Plusieurs prétendants se disputent le trône, encouragés par les puissances voisines, Pologne et Hongrie en premier lieu.